# Чемпионат мира по футболу 2030
Чемпионат мира по футболу 2030 (также Кубок мира ФИФА 2030) — 24-й чемпионат мира по футболу ФИФА, финальная часть которого пройдёт с 13 июня по 21 июля 2030 года. Турнир будет проведён спустя ровно сто лет после первого в истории чемпионата мира. Его примут три страны: Испания, Португалия и Марокко. Уругвай, Аргентина и Парагвай примут по одному матчу открытия турнира.
Президент ФИФА Джанни Инфантино заявил в марте 2021 года: «чем больше кандидатов у нас будет, тем лучше…» и пообещал сделать выбор места проведения турнира 2030 года «чистым» и «прозрачным».

## Заявки стран
24 октября 2019 года ФИФА объявила, что официальный приём заявок на проведение чемпионата мира 2030 года начнётся в 2022 году, а окончательный выбор победителя планировалось провести на 74-м конгрессе ФИФА в 2024 году. Однако в итоге ФИФА огласила место проведения турнира в октябре 2023 года.

### Поданные заявки
КОНМЕБОЛ
-  Уругвай,  Аргентина,  Парагвай и  Чили

УЕФА и КАФ
-  Испания,  Португалия и  Марокко

КАФ, УЕФА и АФК
-  Египет,  Греция и  Саудовская Аравия

### Отменённые заявки
УЕФА
-  Англия,  Шотландия,  Северная Ирландия,  Уэльс и  Ирландия (подали заявку на Евро-2028)
-  Румыния,  Греция,  Болгария и  Сербия

Африканская конфедерация футбола (КАФ)
-  Марокко (присоединение к совместной заявке с Испанией и Португалией)

## Участники
УЕФА (2)
- Испания (хозяева)
- Португалия (хозяева)

КАФ (1)
- Марокко (хозяева)

КОНМЕБОЛ (3)
- Аргентина (хозяева)
- Парагвай (хозяева)
- Уругвай (хозяева)